# Clayton Norcross
Clayton Wesley Norcross (Arcadia, 8 settembre 1954) è un attore statunitense, noto principalmente per avere recitato nella soap opera Beautiful negli anni Ottanta.

## Biografia
Ha interpretato il personaggio di Thorne Forrester nella soap opera statunitense Beautiful per oltre 600 episodi dal 1987 al 1989. Aveva debuttato al cinema nel 1985 nella commedia adolescenziale Sky High, a cui erano seguiti piccoli ruoli in film e serie televisive, fra cui una partecipazione al film TV italiano Cronaca nera di Faliero Rosati del 1992.
In seguito a Beautiful, Norcross continua a lavorare principalmente come attore televisivo collezionando numerose partecipazioni, fra cui si ricordano le due telenovelas argentine La donna del mistero 2 e Milagros, la serie TV La donna esplosiva (ispirata all'omonimo film), Baywatch, JAG - Avvocati in divisa, Sotto il cielo dell'Africa, V.I.P., Un medico tra gli orsi e Pompei. 
Nel 1998 Norcross ha affiancato Sabina Guzzanti nella conduzione della trasmissione televisiva La posta del cuore. 
Nel 2005 ha preso parte alla seconda edizione del reality show italiano di Canale 5 La fattoria, da cui è stato eliminato durante l'ottava puntata. Nel 2022 ha fatto parte del cast del programma Avanti un altro! come membro del "salottino". Successivamente ha preso parte della giuria dell'Ariano International Film Festival. Da settembre 2024 è uno dei concorrenti della diciottesima edizione del Grande Fratello, condotta da Alfonso Signorini.

## Filmografia parziale

### Cinema
- Sky High (1985)
- Prossima fermata: paradiso, regia di Albert Brooks (1991)
- Passioni omicide (1995)
- Una furtiva lacrima (1999)
- Air Rage - Missione ad alta quota, regia di Fred Olen Ray (2001)
- Delirium, regia di Kevin Castro (2005)
- Federico e Giulietta (2010)
- Baci salati, regia di Antonio Zeta (2012)

### Televisione
- I Colby – soap opera (1986)
- Beautiful – soap opera (1987-1989)
- La donna del mistero 2 (El regreso de la dama) – soap opera (1991)
- Cronaca nera – film TV (1992)
- Milagros (Más allá del horizonte) – soap opera (1993)
- Un medico tra gli orsi – serie TV (1995)
- Baywatch – serie TV (1995)
- JAG - Avvocati in divisa – serie TV (1997)
- Sotto il cielo dell'Africa – serie TV (1998)
- V.I.P. – serie TV (1999)
- Pompei – miniserie TV (2007)
- 6 passi nel giallo - Omicidio su misura – serie TV (2012)
- Hawaii Five-0 – serie TV (2012)
- Youthful Daze – serie TV (2014-2015)
- Agent Carter – serie TV (2016)
- Sensualità a corte – serie TV 1 episodio (2023)

## Programmi televisivi
- La fattoria (Canale 5, 2005) - concorrente
- Avanti un altro! (Canale 5, 2022) - membro del salottino
- Grande Fratello (Canale 5, 2024) - concorrente